# San Juan Pacollo
San Juan Pacollo ist eine Ortschaft im Departamento La Paz im südamerikanischen Anden-Staat Bolivien.

## Lage im Nahraum
San Juan Pacollo ist größte Ortschaft im Kanton Rosa Pata im Municipio Chacarilla in der Provinz Gualberto Villarroel. Die Ortschaft liegt auf einer Höhe von 3779 m am rechten, südlichen Ufer des Río Desaguadero, der den Titicaca-See mit dem Poopó-See verbindet.

## Geographie
San Juan Pacollo liegt auf dem bolivianischen Altiplano zwischen den Anden-Gebirgsketten der Cordillera Occidental im Westen und der Cordillera Central im Osten. Das Klima der Region ist ein typisches Tageszeitenklima, bei dem die mittlere Schwankung der Tag- und Nachttemperaturen deutlicher ausfällt als die der jahreszeitlichen Schwankungen.
Die Jahresdurchschnittstemperatur der Region liegt bei 8 bis 9 °C (siehe Klimadiagramm Callapa), die Monatswerte schwanken nur unwesentlich zwischen 5 °C im Juli und gut 10 °C von November bis März. Der Jahresniederschlag beträgt knapp 400 mm, die Monatsniederschläge liegen zwischen unter 10 mm in den Monaten Mai bis August und bei 100 mm im Dezember.

## Verkehrsnetz
San Juan Pacollo liegt in einer Entfernung von 167 Straßenkilometern südlich von La Paz, der Hauptstadt des gleichnamigen Departamentos.
Von La Paz aus führt die asphaltierte Nationalstraße Ruta 2 bis El Alto, von dort die Ruta 1 in südlicher Richtung als Asphaltstraße bis Patacamaya, anschließend die Ruta 4 in südwestlicher Richtung bis Cañaviri. Von dort aus gelangt man auf einer unbefestigten Piste nach Süden über Umala nach Chilahuala und erreicht nach weiteren neunzehn Kilometern in westlicher Richtung San Juan Pacollo.

## Bevölkerung
Die Einwohnerzahl der Ortschaft ist in den vergangenen beiden Jahrzehnten auf fast das Dreifache angestiegen:
| Jahr | Einwohner | Quelle       |
| ---- | --------- | ------------ |
| 1992 | 121       | Volkszählung |
| 2001 | 131       | Volkszählung |
| 2012 | 334       | Volkszählung |
| 2024 |           | Volkszählung |

Die Region weist einen hohen Anteil an Aymara-Bevölkerung auf, im Municipio Chacarilla sprechen 97,0 Prozent der Bevölkerung die Aymara-Sprache.